# سانتياغو غارسيا (لاعب كرة قدم)
سانتياغو غارسيا (بالإسبانية: Santiago Damián García)‏ (14 سبتمبر 1990 بمونتفيدو في الأوروغواي - 6 فبراير 2021) هو لاعب كرة قدم أوروغواني في مركز الهجوم. شارك مع منتخب الأوروغواي تحت 20 سنة لكرة القدم. أما مع النوادي، فقد لعب مع أتلتيكو باراناينسي وريفر بليت وغودوي كروز ونادي قاسم باشا وناسيونال مونتيفيديو وجوفينتود.

## وصلات خارجية
- سانتياغو غارسيا على موقع الاتحاد الدولي (مؤرشف)  (الإنجليزية)
- سانتياغو غارسيا على موقع اتحاد تركيا (لاعب) (الإنجليزية)
- سانتياغو غارسيا على موقع إي إس بي إن إف سي (الإنجليزية)
- سانتياغو غارسيا على موقع قاعدة بيانات كرة القدم.إي يو (الإنجليزية)
- سانتياغو غارسيا على موقع Soccerway.com (الإنجليزية)
- سانتياغو غارسيا على موقع عالم كرة القدم.نت (الإنجليزية)